# Danh sách Đại hãn nhà Bắc Nguyên
Dưới đây là danh sách các Đại hãn của nhà Bắc Nguyên (1368 - 1634) tại Mông Cổ.

## Danh sách
| STT                       | Tên thông dụng          | Tôn hiệu                                                   | Tên khai sinh                                                                 | Trị vì      | Ghi chú |
| ------------------------- | ----------------------- | ---------------------------------------------------------- | ----------------------------------------------------------------------------- | ----------- | --- |
| Nhà Bắc Nguyên chính thức |                         |                                                            |                                                                               |             | |
| 1                         | Ukhaantu Khan           | Ukhaantu Khan Ô Cáp Cát Đồ hãn 烏哈噶圖汗                  | Toghan-Temür 妥懽貼睦爾 Thỏa Hoan Thiếp Mục Nhĩ                               | 1368 - 1370 | Miếu hiệu: Nguyên Huệ Tông Niên hiệu sử dụng: Chí Thuận (至順) 1333 Nguyên Thống (元統) 1333-1335 Chí Nguyên (至元) 1335-1340 Chí Chính (至正) 1341-1368 Chí Nguyên (至元) 1368-1368 |
| 2                         | Biligtü Khan            | Biligtü Khan 必里克图汗 Tất Lý Khắc Đồ hãn                 | Ayushiridara 愛猷識理答臘 Ái Du Thức Lý Đạt Lạp                               | 1370 - 1378 | Miếu hiệu: Nguyên Chiêu Tông Con trưởng của Nguyên Huệ Tông |
| 3                         | Uskhal Khan             | Uskhal Khan 烏薩哈爾汗 Ô Tư Cáp Lặc hãn                    | Tögüs Temür 脫古思鐵木兒 Thoát Cổ Tư Thiết Mộc Nhi                            | 1378 - 1388 | Con thứ của Nguyên Huệ Tông. Bị giết năm 1388, Đại hãn cuối cùng có đầy đủ quyền lực |
| Thời kỳ Thát Đát          |                         |                                                            |                                                                               |             | |
| 4                         | Jorightu Khan           | Jorightu Khan 卓里克圖汗 Trác Lý Khắc Đồ hãn               | Yesüder 也速迭兒 Dã Tốc Điệt Nhi                                              | 1388 - 1391 | Hậu duệ của A Lý Bất Ca. Được cho rằng đã chết khi quân Minh xâm lược Mông Cổ năm 1391 |
| 5                         | Enke Khan               | —                                                          | Enke 恩克 Ân Khắc                                                             | 1391 - 1394 | Sử ký Erdeniin Tobchi không đáng tin cậy cho rằng Ân Khắc và Dã Tốc Điệt Nhi là một và đã không chết vào năm 1391, sử gia hiện đại xem là con của Dã Tốc Điệt Nhi |
| 6                         | Elbeg Nigülesügchi Khan | Nigülesügchi Khan 尼古埒蘇克齊汗 Ni Cổ Liệt Tô Khắc Tề hãn | Elbeg 额勒伯克 Ngạch Lặc Bá Khắc                                              | 1394 - 1399 | Sử ký Erdeniin Tobchi không đáng tin cậy cho rằng là em của Dã Tốc Điệt Nhi, sử gia hiện đại xem là con của Nguyên Chiêu Tông |
| 7                         | Gün Temür Khan          | Toqoqan Khan 托歡汗 Thác Hoan hãn                          | Gün Temür 坤帖木兒 Khôn Thiếp Mộc Nhi                                         | 1400 - 1402 | Sử ký Erdeniin Tobchi không đáng tin cậy cho rằng là con của Ngạch Lặc Bá Khắc, sử gia hiện đại xem là hậu duệ của A Lý Bất Ca |
| 8                         | Örüg Temür Khan         | Örüg Temür Khan 乌鲁克帖木儿汗 Ô Lỗ Khắc Thiếp Mộc Nhi hãn | Guilichi 鬼力赤 Quỷ Lực Xích                                                  | 1402 - 1408 | Sử ký Erdeniin Tobchi không đáng tin cậy cho rằng là thủ lĩnh Ngõa Lạt (Oirat) Ô Cách Tề Cáp Thập Cáp, sử gia hiện đại xem là hậu duệ của Oa Khoát Đài; Quỷ Lực Xích từ bỏ tôn hiệu và quốc hiệu Đại Nguyên và thần phục nhà Minh |
| 9                         | Öljei Temür Khan        | Öljei Temür Khan 完者帖木兒汗 Hoàn Giả Thiếp Mộc Nhi hãn   | Bunyashiri 本雅失里 Bản Nhã Thất Lý                                           | 1408 - 1412 | Con của Ngạch Lặc Bá Khắc; nổi dậy chống lại Quỷ Lực Xích |
| 10                        | Delbeg Khan             | —                                                          | Delbeg 答里巴 Đáp Lý Ba                                                       | 1411 - 1415 | Sử ký Erdeniin Tobchi không đáng tin cậy cho rằng là con của Bản Nhã Thất Lý, sử gia hiện đại xem là hậu duệ của A Lý Bất Ca; Vua bù nhìn do người Oirat lập nên. |
| 11                        | Oyiradai                | —                                                          | Oyiradai 斡亦剌歹 A Lỗ Đài                                                    | 1415 - 1425 | Hậu duệ của A Lý Bất Ca; Vua bù nhìn do người Oirat lập nên. |
| 12                        | Adai Khan               | —                                                          | Adai 阿岱 A Đài                                                               | 1425 - 1438 | Con của Quỷ Lực Xích, hậu duệ của Oa Khoát Đài; năm 1434, chống lại người Oirat thất bại. |
| 13                        | Taisun Khan             | Taisun Khan 岱總汗 Đại Tông hãn                            | Toghtoa Bukha 脫脫不花 Thoát Thoát Bất Hoa                                    | 1433 - 1451 | Con trai của A Trại thai cát, cháu của Cáp Nhĩ Cổ Sở Khắc Đặc Mục Nhĩ Hồng thai cát (con thứ của Ngạch Lặc Bá Khắc); tự xưng hãn trong giai đoạn trị vì của A Đài; năm 1439, Thoát Thoát Bất Hoa tái xưng là Khả Hãn của Bắc Nguyên. |
| 14                        | Agbarjin                | —                                                          | Agbarjin 阿噶多爾濟 A Cát Đa Nhĩ Tế                                           | 1451 - 1453 | Em trai út của Thoát Thoát Bất Hoa và Mãn Đô Lỗ |
| 15                        | Esen Taishi             | Esen Taishi 也先太師 Dã Tiên thái sư                       | Esen 也先 Dã Tiên                                                             | 1454 - 1455 | Lãnh đạo của người Oirat và trên thực tế của Bắc Nguyên, thống nhất Mông Cổ. Chắt ngoại của Ngạch Lặc Bá Khắc, anh họ của Thoát Thoát Bất Hoa. Do không phải hậu duệ của thị tộc Bột Nhi Chỉ Cân, yêu sách với danh hiệu khả hãn bị từ chối công nhận và sau đó bị đánh bại                                                             |
| 16                        | Mahakörgis Khan         | Ükegtü Khan 烏珂克圖汗 Ô Kha Khắc Đồ hãn                   | Mahakörgis 馬兒古兒吉思 Mã Nhi Cổ Nhi Cát Tư                                  | 1455 - 1465 | Con trai út của Thoát Thoát Bất Hoa |
| 17                        | Molon Khan              | Molon Khan 摩倫汗 Ma Luân hãn                              | Tögüs Mengke 脫古思猛可 Thoát Cổ Tư Mãnh Khả                                  | 1465 - 1466 | Con trai của Thoát Thoát Bất Hoa, anh trai của Mã Nhi Cổ Nhi Cát Tư |
| 18                        | Manduul Khan            | —                                                          | Manduul 滿都魯 Mãn Đô Lỗ                                                      | 1475 - 1478 | Em trai của Thoát Thoát Bất Hoa, anh trai của A Cát Đa Nhĩ Tế; xưng khả hãn sau 10 năm trống ngôi. |
| Thời kỳ Chahar            |                         |                                                            |                                                                               |             | |
| 19                        | Dayan Khan              | Dayan Khan 達延汗 Đạt Diên hãn                             | Batumöngke 巴圖蒙克 Ba Đồ Mông Khắc                                           | 1479 - 1517 | Con trai của Ba Ngạn Mông Khắc (có mẹ là con gái của của Dã Tiên, cha là Ha Lạt Khổ Xuất, con trai của A Cát Đa Nhĩ Tế), chắt nuôi của Mãn Đô Lỗ. Loại bỏ hoàn toàn ảnh hưởng của người Oirat và thống nhất Mông Cổ, sau đó, chia nhỏ thành 6 bộ lạc để đảm bảo sự thống trị của thị tộc Bột Nhi Chỉ Cân.                               |
| 20                        | Barsbolad Khan          | —                                                          | Barsbolad 巴爾斯博羅特 Ba Nhĩ Tư Bác La Đặc                                   | 1517 - 1519 | Con thứ ba của Ba Đồ Mông Khắc, thoái vị để trả ngôi cho cháu trai, làm Jinong (phó hãn) cho đến khi qua đời năm 1531. Nhiều sử gia không xem ông là khả hãn chính thức. Các con trai ông, Kỷ Ninh và A Nhĩ Thản Hãn, li khai và tự lập làm khả hãn của người Mông Cổ Ordos và Tümed, cai trị các lãnh thổ hợp thành Nội Mông ngày nay. |
| 21                        | Bodi Alagh Khan         | Alagh Khan 阿剌克汗 A Lạp Khắc hãn                         | Bodi 博迪 Bác Địch                                                            | 1519 - 1547 | Sử ký Erdeniin Tobchi không đáng tin cậy cho rằng là con trai của Đồ Lỗ Bác La Đặc (thái tử, con trai trưởng của Ba Đồ Mông Khắc nhưng mất sớm), sử gia hiện đại xem là con trai của Ô Lỗ Tư Bác La Đặc (con thứ hai của Ba Đồ Mông Khắc)                                                                                               |
| 22                        | Darayisung Gödeng Khan  | Guden Khan 庫騰汗 Khổ Đằng hãn                             | Daraisung 打來孫 Đả Lai Tôn                                                   | 1547 - 1557 | Con trai của Bác Địch |
| 23                        | Tümen Zasagt Khan       | Zasagt Khan 扎薩克圖汗 Trát Tát Khắc Đồ hãn                | Tümen 圖們 Đồ Môn                                                             | 1557 - 1592 | Con trai của Đả Lai Tôn |
| 24                        | Buyan Sechen Khan       | Sechen Khan 徹辰汗 Triệt Thần hãn                          | Buyan 布延 Bố Diên                                                            | 1592 - 1604 | Con trai của Đồ Môn |
| 25                        | Ligdan Khan             | Khutugtu Khan 呼圖克圖汗 Hô Đồ Khắc Đồ hãn                 | Ligdan 林丹 Lâm Đan                                                           | 1604 - 1634 | Con trai của Mãng Hoà Khắc, cháu trai của Bố Diên |
| 26                        | Ejei Khan               | —                                                          | Erke Khongghor 額爾克孔果爾 Ngạch Nhĩ Khắc Khổng Quả Nhĩ (額哲 - Ngạch Triết) | 1634 - 1635 | Con trai của Lâm Đan; đầu hàng Hoàng Thái Cực |

## Các tộc Mông Cổ khác
| Thủ lĩnh                     | Cai trị       | Ghi chú                                 |
| ---------------------------- | ------------- | --------------------------------------- |
| Người Oirat                  |               |                                         |
| Mönkhtömör                   | 1368 - 1390   |                                         |
| Örögtömör                    | 1399          |                                         |
| Khuhai Dayuu                 |               |                                         |
| Batula                       | 1399 - 1408   |                                         |
| Togoon                       | 1408 - 1438   |                                         |
| Esen                         | 1438 - 1454   | Năm 1454, giành quyền kiểm soát Mông Cổ |
| Amasanj                      | 1454 - 1455   |                                         |
| Ishtomor                     | 1455 - 1469   |                                         |
| Khishig                      |               |                                         |
| Arkhan                       |               |                                         |
| Buuvei                       |               |                                         |
| Khongor                      |               |                                         |
| Abai khatan                  |               |                                         |
| Kharkhul                     |               |                                         |
| Tumed                        |               |                                         |
| Altan Khan                   | 1521 - 1582   | Thành lập thành phố Hohhot              |
| Sengge Duureg Khan           | 1583 - 1585   |                                         |
| Namudai Sechen Khan          | 1586 - 1607   |                                         |
| Boshugtu Khung Taiji         | 1608 - 1636   |                                         |
| Ordos                        |               |                                         |
| Barsu-Bolad                  | k.1521        |                                         |
| Mergen Jinong                | k.1542        |                                         |
| Noyandara Jinong             | 1543 - 1572   |                                         |
| Buyan Baatur Taiji           | 1573 - 1576   |                                         |
| Boshugtu Jinong              | 1577 - 1624   |                                         |
| Erinchen Jinong              | 1624 - 1636   |                                         |
| Tusheet                      |               |                                         |
| Abtai Sain Khan              | 1567 - 1588   |                                         |
| Eriyekhei Mergen Khan        | 1589 - ?      |                                         |
| Gombodorji Khan              | k.1655        |                                         |
| Chakhun Dorji Khan           | 1654 - 1698   |                                         |
| Jashagtu                     |               |                                         |
| Laikhur Khan                 |               |                                         |
| Subandai Khan                |               |                                         |
| Norbu Bisireltü Khan         | k.1661        |                                         |
| Chambun Khan                 | 1670? - ?     |                                         |
| Zenggün Shara                | k.1687        |                                         |
| Sechen                       |               |                                         |
| Soloi Maqasamadi Sechen Khan | 1577 - 1652   |                                         |
| Baba Sechen Khan             | 1653 - ?      |                                         |
| Sechen Khan                  | k.1686        |                                         |
| Khotogoid                    |               |                                         |
| Ubasi Khong Tayiji           | k.1609 - 1623 |                                         |
| Badma Erdeni Khong Tayiji    | 1623 - 1652   |                                         |
| Erinchin Lobsang Tayiji      | 1652 - 1667   |                                         |